# NGC 2718
NGC 2718 ist eine Balken-Spiralgalaxie mit hoher Sternentstehungsrate vom Hubble-Typ SBab im Sternbild Wasserschlange südlich der Ekliptik. Sie ist schätzungsweise 165 Millionen Lichtjahre von der Milchstraße entfernt und hat einen Durchmesser von etwa 105.000 Lj.
Das Objekt wurde am 24. März 1786 von dem Astronomen William Herschel mit einem 48-cm-Teleskop entdeckt.